# Алфонс де Шатобријан
Алфонс ван Бреденбек де Шатобријан (фр. Alphonse van Bredenbeck de Châteaubriant, Рен, 25. март 1877 – Кицбил, Аустрија, 2. мај 1951) био је француски писац и новинар. Био је присталица режима колаборације за време окупације Француске од стране Нацистичке Немачке.

## Биографија

### Породица
Породица ван Бреденбек де Шатобријан пореклом је из Холандије. Њен француски огранак припада породицама које потичу од некадашње анжујске буржоазије. Њен оснивач, Гаспар ван Бреденбек (1637-1687), натурализовани Француз, радио је у индустрији производње шећера и меласа у Сомиру 1670. године, а потом у Анжеу 1675. године. Након Гаспарове смрти, његова жена наследила је замак Шатобријан у Сент-Жем-сур-Луару 24. фебруара 1693. године. Алфонс де Шатобријан је син Марије-Луизе Арно и Алфонса ван Бреденбека де Шатобријана, папског зуава и сликара.
Пошто је завршио гимназију Жорж Клемансо у Нанту, Алфонс де Шатобријан похађао је Специјалну Војну Школу Сен-Сир, али није наставио војну каријеру. Живео је на релацији Пириак-сур-Мер где се налазио његов посед, Нант и Пуату.   
Он је у Сен Назеру, 18. маја 1903. године склопио уговорени брак са Маргаритом Евгенијом Терезом Башело-Виленев (1876-1962), ћерком доктора са којом је имао два сина, Гија и Роберта (писац познатији под именом Ив ле Скал - фр. Yves Le Scal). Током Првог светског рата, живео је и у Версају, у Улици Оранжери, а његова деца су похађала гимназију Оше. Породица је долазила код њега и враћала се у Сен Назер, због лошег снабдевања храном. Нешто касније упознао је песникињу Габриелу Кастело која је из првог брака имала двоје деце, а једно од њих је историчар Андре Кастело који ће постати његов лични секретар.

### Регионализам
Алфонс де Шатобријан је сарађивао са регионалним часописима и објавио низ новела под именом Сеоски Племићи (фр. Hobereaux).
Регионални терор тзв. Великог Запада Француске је тема његових књига почевши од Господина де Лурдина (фр. Monsieur des Lourdines) који је 1911. године добио Гонкурову награду. Алфонсов пријатељ Роман Ролан је у његовом првом делу видео “ књигу која ће за месец дана прославити свог аутора у читавом свету”. После тога, Алфонс де Шатобријан је објавио Бријер (фр. La Brière) за који је добио Велику награду за роман Француске академије. Он је уједно имао и један од највећих тиража у међуратном периоду са 600 000 продатих примерака. Од 1924. године, књига је преведена на немачки језик, потом на енглески језик, а објавило ју је 26 различитих издавача. Дело Хајку (фр. La Meute) објавио је 1927. године.
Када је избио Први светски рат, Шатобријан – који је радио као медицински техничар  – својој жени и Роману Ролану написао је писма у којима је описао своју узнемиреност. Пошто је уследио мир, писац је био убеђен у неопходност помирења Француске са Немачком како би се спречило избијање новог рата. Као германофил, католик ужаснут комунизмом атеиста, присталица поретка, али истовремено и на страни Драјфуса, био је заведен Хитлеровим нацизмом, увидевши у њему повратак у дух витештва са којим је помешао католички мистицизам, што је описао у делу Одговор Господара (фр. La Réponse de Seigneur).
У мају 1937. године, након једног путовања у Немачку, објавио је Скуп сила (фр. La Gerbe des forces) у којем се није устручавао да се изјасни у корист нацизма, јер је сматрао да постоји нека врста компатибилности између хришћанства и нацизма. Нашавши се на Нирнбершком митингу, у Берхтесгадену, 13. августа 1938. године, упознао је Адолфа Хитлера којег је доживео као новог Месију.

### Колаборација
Био је припадник оних који су одмах стали на страну колаборације. Под Окупацијом је био председник тзв. групе Колаборације а од јула 1940. године до маја 1941. године управљао је Силом (фр. La Gerbe), новинама које су повремено излазиле а желеле су да буду "политички и књижевни недељник". Главни уредник им је био Марк Ожје (у послератном периоду познат под псеудонимом Сент-Лу). Први примерак изашао је 11. јула 1940. године. У њему се могу пронаћи потписи Жана Жиона, Пола Морана, Жана Коктоа, Марсела Емеа, Саше Гитрија итд. Недељник  је бранио идеју аријевске Европе, ослобођену од Бољшевика, блиску тезама Националног народног удружења Марсела Деа, која се удаљила од маршалске идеологије Националне револуције. Подржавао је легију француских добровољаца против бољшевизма учествујући на митингу Жака Дориоа. Одржавао је скупове у Рену како би одбранио идеју да се Француска зближи са Немачком, као што је скуп одржан 16. децембара 1941. године, коју је водила група колаборације главног града Бретање. 
Године 1944., када су се савезничке трупе приближиле Паризу, Шатобријан је пребегао у Немачку, где се налазио када је 17. августа објављен последњи број Силе. Национални комитет писаца (НКП) ставио је његово име на листу непожељних аутора.

### Послератни период
Након пораза Немачке, Алфонс де Шатобријан побегао је у Аустрију, где је живео у Кицбилу, и назвао се доктор Алфред Вулф (фр. Dr Alfred Wolf). У његовом одсуству му је одузета национална част и осуђен је на смрт 25. октобра 1948. године по шестом одељку Суда правде у Сени. Због његове прошлости издат је налог за његово хапшење заједно са наређењем за његово испоручивање у утврђење у Шарентону. Никада није био ухапшен јер је боравио у манастиру у Тиролу где је и умро 1951. године након што је објавио Писмо хришћанству на самрти (фр. Lettre à la chrétienté mourante). 
Његова дела, као и дела Анрија Бероа, данас су одбачена због уплитања аутора у режим колаборације. Међутим, његова вредност као писца остала је прилично велика код библиофила због уметника (Жан Фрело, Матурин Мехе, Рене-Ив Крестон, Анри Шефер, итд.) који су илустрацијама украсили његова дела, а нарочито књигу Бријер.

## Дела
- Барон Пидро (фр. Le Baron de Puydreau), новела, 1908. година
- Господин де Бис (фр. Monsieur de Buysse), новела, 1909. година
- Господин де Лурдин – Прича о сеоском племићу (фр. Monsieur des Lourdines – Histoire d'un gentilhomme campagnard), роман за који је добио Гонкурову награду, издање Грассе (фр. Grasset), 1911. година. Ново издање Жорж Кре и Си (фр. G Crès & Cie), 1924. година, Пол Бодје је изгравирао пишчев портрет на дрвету.
- Бријер (фр. La Brière), роман за који је добио Велику награду за роман Француске Академије, издање Грассе (фр. Grasset), 1923. година; поновно издање Грассе (фр. Grasset), 1985. године
- Хајка (фр. La Meute), издавачка кућа Пешчаник (фр. Sablier), 1927. година; ново издање Грассе (фр. Grasset), 1935. године
- Локронан (фр. Locronan), издање Слободне књиге (фр. Cahiers libres), 1928. година
- Одговор Господара (фр. La Réponse de Seigneur), издање Грассе (фр. Grasset), 1933. година, Констан ле Бретон (1895-1985) је на 313. страни израдио гравуру на дрвету, последње издање Грассе (фр. Grasset), 1967. године
- Керијакоп (фр. Kériacop), издање Морне (фр. Mornay)
- Град наших светковина (фр. La Cité de nos fêtes), издање Грассе (фр. Grasset)
- У земљи Бријер (фр. Au pays de Brière), фотографије Ле Бојера и Бернара, припремио за штампу Андре Кастело, издање Жигор (фр. Gigord)
- Скуп сила (фр. La Gerbe des forces), издање Грассе (фр. Grasset), 1937. година, поновно издање Слободан човек (фр. Homme libre), 2005. година
- Увенули букет (фр. Le Bouquet fané), илустрације Бернара Роја, издање Тисне (фр. Tisné), 1937. година
- Кораци су прослављени (фр. Les pas ont chanté ), издање Грассе (фр. Grasset), 1938. година
- Дела друге обале (фр. Écrits de l'autre rive), припремио за штампу Андре Кастело, издање Паладијум (фр. Le Palladium), 1950. година
- Писмо хришћанству на самрти (фр. Lettre à la chrétienté mourante), издање Грассе (фр. Grasset), 1951. година
- ...Годишња доба и дани... Дневник писца, 1911-1924 (фр. …Des saisons et des jours… Journal de l'auteur, 1911-1924), са 7 оригиналних ауторових цртежа, издање Зелена јела (фр. Sapin vert), 1953. година
- Пут до божанске светлости (фр. Itinerarium ad lumen divinum), издање Голубица (фр. La Colombe), 1955. година
- Посмртни спор једног видовњака (фр. Procès posthume d'un visionnaire), издање Ново латинско издаваштво (фр. Nouvelles Éditions latines), 1987. година
- Унутрашњи чин (фр. L'Acte intérieur), издање Ново латинско издаваштво (фр. Nouvelles Éditions latines), 1992. година
- Одломци једне вероисповести- О Светости (фр. Fragments d'une confession – De la sainteté), издање Париз (фр. Paris), 2004. година

## Иконографија
Пол Бодје (1881-1962), Алфонс де Шатобријан (фр. Alphonse de Châteaubriant), око 1924. године, гравура на дрвету. 